# میونیتسا (کوسیریچ)
میونیتسا (به صربی: Mionica) یک منطقهٔ مسکونی در صربستان است که در کوسیریچ واقع شده‌است. میونیتسا ۱۸۴ نفر جمعیت دارد.